# Терияки Бойз
Терияки Бойз (на японски: テリヤキボーイズ) е японска хип-хоп група. Състои се от членовете Илмари и Рио Зет от „Рип Слайм“, Върбал от „Ем Фло“, рапърът Уайз и Ниго, диджей и създател на японската марка облекла „A Bathing Ape“, част от които изпълнителите носят на концерти и в свои видеоклипове.
Дебютният им албум е издаден от „Деф Джам Рекордингс“ и „Бейп Саундс“ под името „Beef or Chicken“ почти година след основаването на групата. За продуцирането му съдействат редица рап и електронни продуценти, сред които Адрок от „Бийсти Бойс“, Корнелиус, Кът Кемист, Дан Автоматизатора, DJ Примиър, DJ Шадоу, Джъст Блейз, Джермейн Дюпри, Марк Ронсън, а и групите „Дъ Нептюнс“ и „Дафт Пънк“. Първият им сингъл е наречен „HeartBreaker“ и продуциран от „Дафт Пънк“. Същият съдържа елементи от песента на продуциращата група „Human After All“. За реализацията на последващите сингли на „Терияки Бойз“ спомагат известни рап изпълнители като Кание Уест, Джей Зи, Фарел, Бъста Раймс и Биг Шон.
Две песни на групата са включени в саундтрака към филма „Бързи и яростни: Токио Дрифт“ – заглавната песен „Tokyo Drift (Fast & Furious)“, превърнала се в хит и визитна картичка на групата, и „Cho Large“ с участието на Фарел, присъстваща в дебютния им албум.
Осъществяват световно турне през 2007 година, а на следващата година излиза дивиди издание с изпълненията им от турнето.